# Le Dieu éléphant
Pour plus de détails, voir Fiche technique et Distribution.
Le Dieu éléphant (Joi Baba Felunath) est un film indien réalisé par Satyajit Ray, en 1979.

## Synopsis
Le détective Feluda, accompagné de son jeune assistant Topshe et de son ami l'auteur de romans policiers Jatayu, est chargé de retrouver une petite statue du dieu Ganesh, de grande valeur, qui a disparu à Bénarès. Feluda se met en quête de la statue. Ses soupçons se portent rapidement sur un dangereux gangster bien connu dans la ville, tandis que la fête de Durga se prépare et qu'un mystérieux faiseur de miracles, qui se fait appeler l'Homme-Poisson, attire les foules.

## Fiche technique
- Titre : Le Dieu éléphant
- Titre original : Joi Baba Felunath
- Réalisation : Satyajit Ray
- Scénario : Satyajit Ray (histoire originale et scénario)
- Production : R.D. Bansal
- Musique : Satyajit Ray
- Photographie : Soumendu Roy
- Montage : Dulal Dutta
- Décors : Ashoke Bose
- Pays d'origine :  Inde
- Langue originale : bengali
- Format : couleur (Eastmancolor) — 35 mm — son mono
- Durée : 112 minutes
- Dates de sortie : 
  - Inde : 5 janvier 1979
  - France : 13 avril 1994

## Distribution
- Haradhan Bannerjee
- Biplab Chatterjee
- Siddharta Chatterjee : Tapesh (Topshe)
- Soumitra Chatterjee : Prodosh Mitra (Feluda)
- Santosh Dutta : Lalmohan Ganguly (Jatayu)
- Utpal Dutt : Maganlal Meghraj
- Monu Mukherjee : Machli Baba
- Santosh Sinha

## Distinctions
- Golden Lotus Award pour le meilleur film pour enfant au National Film Awards en 1979